# Sévigny
Sévigny település Franciaországban, Orne megyében. Lakosainak száma 309 fő (2022. január 1.). Sévigny Argentan, Moulins-sur-Orne, Occagnes és Gouffern en Auge községekkel határos.

## Népesség
A település népessége az elmúlt években az alábbi módon változott:
| Lakosok száma | 317  | 311  | 322  | 308  | 307  | 305  | 304  | 310  | 309  |
|               | 2013 | 2015 | 2016 | 2017 | 2018 | 2019 | 2020 | 2021 | 2022 |